# John Grant (musicien)
Pour les articles homonymes, voir John Grant.
John Grant né le 25 juillet 1968 à Buchanan dans le Michigan, est un chanteur et compositeur américain. Membre fondateur du groupe The Czars (1994-2004), il poursuit depuis quelques années une carrière solo.
Son premier album, Queen of Denmark, enregistré avec le groupe de folk-rock américain Midlake et publié sur le label indépendant Bella Union, sort en avril 2010. John Grant jette un regard sans complaisance, parfois ironique et plein d'humour, souvent désabusé, sur son addiction passée à l'alcool et aux drogues ; il aborde aussi sans détour son homosexualité. Queen of Denmark est élu meilleur album de l'année 2010 par le magazine anglais Mojo.
Son troisième album Grey Tickles, Black Pressure reçoit un très bon accueil critique, et se hisse à la cinquième place des ventes d'albums en Grande-Bretagne. Les chanteuses Tracey Thorn d'Everything But the Girl et Amanda Palmer des Dresden Dolls participent à l'album, tout comme le batteur Budgie de Siouxsie and the Banshees. Il se produit sur scène avec un nouveau groupe incluant notamment le batteur Budgie et la tournée reçoit les faveurs de la presse anglaise spécialisée. Il chante des duos sur scène avec Alison Goldfrapp, et Kylie Minogue.
En 2018, Love is Magic renoue avec ses premiers amours musicaux et la musique aux accents électroniques qu'il écoutait adolescent. L'album comporte en plus aussi des ballades de crooner, qui sont qualifiées de « diamants » par le NME. 

## Discographie

### Albums studio
- 2010 - Queen of Denmark
- 2013 - Pale Green Ghosts
- 2015 - Grey Tickles, Black Pressure
- 2018 - Love is Magic
- 2021 - Boy From Michigan
- 2024 - The Art of the Lie